# Кривичский сельсовет
Кривичский сельсовет (бел. Крывіцкі сельсавет) — административная единица на территории Мядельского района Минской области Белоруссии. Административный центр — городской посёлок Кривичи. Население на 1 января 2020 года — 1901 человек.

## История
Создан 12 октября 1940 года в составе Кривичского района Вилейской области БССР. Центр — деревня Кривичи. С 20 сентября 1944 года в составе Молодечненской области.
28 июня 1958 года сельсовет преобразован в Кривичский поселковый совет. С 20 января 1960 года в составе Минской области. С 25 декабря 1962 года в Мядельском районе. 8 июня 1963 года в состав поссовета вошла территория упразднённого Сивцевского сельсовета.
30 октября 2009 года поссовет реорганизован в сельсовет, включив территорию упразднённого Пузырёвского сельсовета.

## Состав
Кривичский сельсовет включает 26 населённых пунктов:
- Боровики — деревня
- Василевщина — деревня
- Воробьи — деревня
- Грибки — деревня
- Денисово — деревня
- Дубоносы — деревня
- Задубенье — деревня
- Залесье — деревня
- Зауголье — деревня
- Капустичи — деревня
- Коренишецы — деревня
- Кривичи — городской посёлок
- Куликово — деревня
- Мостовики — деревня
- Неверы — деревня
- Новосёлки — деревня
- Парубки — деревня
- Плашино — деревня
- Поповка — деревня
- Прудники — деревня
- Пузыри — агрогородок
- Ракути — деревня
- Русачки — деревня
- Слободка — деревня
- Уздриголовичи — деревня
- Филипки — деревня

## Население
Согласно переписи 2009 года на территории сельсовета проживало 559 человек, среди которых 97,1 % — белорусы, 1,6 % — русские.

## Производственная сфера
- ЧТУП «Кривичское РТП»
- ДПЦ «Сэрвач» ГПУ "НП «Нарочанский»
- Кривичское лесничество ГПУ "НП «Нарочанский»
- Кривичский участок Мядельского РПУП «Мядельское ЖКХ»
- Кривичский участок Мядельского РЭС
- Кривичский участок Мядельского районного узла электросвязи
- ПАСП № 14 г. п. Кривичи
- Кривичский участок Мядельского ДРСУ-133
- Кривичская участковая ветлечебница
- ОАО «Прудники-Агро»
- ОСП «Узлянка» ТУП «Минский Комаровский рынок»
- Кривичский участок водоканал РПУП «Мядельское ЖКХ»
- Производственная база ОАО «Мядельагросервис» д. Парубки.

## Социально-культурная сфера
- Учреждения образования:
  - ГУО «Кривичский учебно-педагогический комплекс детский сад-средняя школа»
  - Кривичское государственное специальное профессионально-техническое училище № 3 закрытого типа
  - ГУО «Пузыревский учебно-педагогический комплекс детский сад-средняя школа»
- Учреждения культуры:
  - ГпДК г.п. Кривичи
  - Взрослая библиотека г.п. Кривичи
  - Детская библиотека г.п. Кривичи
  - Детская музыкальная школа г.п. Кривичи
  - Центр народных ремесел г.п. Кривичи
  - СДК аг. Пузыри
  - Сельская библиотека аг. Пузыри
- Учреждения здравоохранения:
  - Участковая больница г. п. Кривичи
  - Фельдшерско-акушерские пункты аг. Пузыри, д. Воробьи